# Đạo luật Westminster 1931
Đạo luật Westminster hay Quy chế Westminster là một Đạo luật của Quốc hội Vương quốc Liên hiệp Anh và Bắc Ireland và các phiên bản sửa đổi của nó là pháp luật hiện nay trong nước trong khối thịnh vượng Úc và Canada; nó đã được bãi bỏ ở New Zealand và ngầm trong cựu lãnh địa mà không còn Liên bang cõi. Được thông qua vào ngày 11 tháng 12 năm 1931, hành động này, ngay lập tức hoặc sau khi phê chuẩn, cả hai đều thiết lập sự độc lập lập pháp của các chế độ tự trị của Đế quốc Anh từ Vương quốc Anh và ràng buộc tất cả họ để tìm kiếm sự chấp thuận của nhau cho những thay đổi đối với các danh hiệu quân chủ và dòng kế thừa chung. Do đó, nó trở thành một hiện thân theo luật định của các nguyên tắc bình đẳng và trung thành với vương thất được nêu trong tuyên bố Balfour năm 1926. Khi Đạo luật đã loại bỏ gần như toàn bộ thẩm quyền của Quốc hội Anh để lập pháp cho các quốc gia, nó có tác dụng làm cho các quốc gia thống trị hoàn toàn có chủ quyền theo quyền riêng của họ. Đó là một bước quan trọng trong sự phát triển của các quốc gia như là các quốc gia riêng biệt.
Đạo luật Westminster ngày nay là nó đặt nền tảng cho mối quan hệ tiếp tục giữa các vương quốc Liên bang và Vương thất.
Đạo luật nghị viện này được đưa ra, nhờ vào các quyết định của các hội nghị của Đế quốc Anh năm 1926 (Tuyên bố Balfour) và những năm 1930 về sự độc lập hoàn toàn của sự thống trị trong các vấn đề đối nội và đối ngoại và sự bình đẳng của họ với Vương quốc Anh. Đồng thời, Vương quốc Anh vẫn giữ quyền kiểm soát thực tế đối với chính sách đối ngoại của phe thống trị.
Khẳng định sự thống trị của chủ quyền, Đạo luật Westminster chỉ ra rằng luật pháp của Vương quốc Anh không thể áp dụng cho sự thống trị nếu không có sự đồng ý của họ. Điều khoản trong đó luật thống trị được coi là vô hiệu nếu nó mâu thuẫn với luật pháp của Vương quốc Anh cũng bị bãi bỏ.
Các thành viên của Khối thịnh vượng chung Anh, công nhận Đạo luật Westminster vào năm 1931, có tư cách của Liên bang vương quốc (Liên bang cõi), có nghĩa là độc lập hoàn toàn của họ trong khi vẫn giữ quốc vương Anh cho đăng bài của người đứng đầu Nhà nước. Do đó, Nữ hoàng Anh Elizabeth II cũng là Nữ hoàng Úc, Barbados, v.v.
Trong số 54 thành viên của Khối thịnh vượng chung, chỉ có mười sáu người có tư cách vương quốc.
Năm 1931, đạo luật được áp dụng cho các quyền thống trị tồn tại vào thời điểm đó: Liên bang Úc, Lãnh địa tự trị Canada, Nhà nước tự do Ireland, Thống lĩnh Newfoundland, Liên minh Nam Phi và New Zealand.
Úc đã phê chuẩn đạo luật chỉ vào năm 1942, trong khi để biện minh cho việc tham gia vào cuộc chiến, luật này đã được mở rộng đến giai đoạn từ ngày 3 tháng 9 năm 1939. New Zealand đã phê chuẩn đạo luật vào ngày 25 tháng 11 năm 1947. Newfoundland chưa phê chuẩn quy chế; theo yêu cầu của chính quyền địa phương, đô thị năm 1934 đã đưa ra sự cai trị trực tiếp, tiếp tục cho đến khi Newfoundland chuyển đổi thành tỉnh Canada vào năm 1949.